# Katarzyna Jaszczołt
Katarzyna Małgorzata Jaszczołt (ur. 9 grudnia 1963) – językoznawczyni i filozofka, profesor językoznawstwa i filozofii języka na uniwersytecie w Cambridge. Do jej zainteresowań naukowo-badawczych należą: semantyka i pragmatyka, filozofia języka, zagadnienia reprezentacji czasu oraz kwestie wieloznaczności i niedookreślenia. Jest autorką teorii Semantyki Znaczeń Domyślnych.

## Życiorys
Jest absolwentką I Liceum Ogólnokształcącego im. Mikołaja Kopernika w Łodzi. Ukończyła studia magisterskie z filologii angielskiej (1987) oraz filozofii (1988) na Uniwersytecie Łódzkim. Pierwszą pracę magisterską poświęciła filozofii języka w Kole Wiedeńskim. W drugiej pracy magisterskiej skupiła się na analizie współczesnych paradygmatów językoznawczych przez pryzmat teorii Kuhna. 
Kontynuowała studia na Uniwersytecie Oksfordzkim w kolegiach Somerville (stypendium Sorosa) i Św. Hugona (stypendium Rawnsleya), gdzie w 1992 roku obroniła doktorat z językoznawstwa i filozofii poświęcony semantyce i nastawieniom sądzeniowym. Od 1991 roku pracuje na brytyjskich uniwersytetach (Oxford, Sussex, Brighton), a od roku 1995 w Cambridge, gdzie przeszła drogę od asystentury do pełnej profesury. 
Jest członkiem Kolegium Newnham gdzie kieruje ośrodkiem językoznawstwa oraz pierwszą Polką, która uzyskała tytuł profesora na Uniwersytecie Cambridge.

## Zainteresowania badawcze i dorobek naukowy
Zainteresowania naukowe badaczki obejmują zagadnienia z zakresu współczesnej filozofii języka oraz semantyki i pragmatyki, a także szeroko pojętej kognitywistyki. W ramach językoznawstwa najbardziej interesują ją dynamiczne podejścia do znaczenia. Opracowała także własną koncepcję Semantyki Znaczeń Domyślnych (Default Semantics). Jej obecne projekty badawcze związane są z wyrażeniami dotyczącymi osobowości i samoświadomości oraz semantyki i metafizyki czasu.
Jej dorobek obejmuje 6 monografii oraz ponad 100 artykułów naukowych. Jest redaktorką i współautorką 13 publikacji naukowych, w tym The Cambridge Handbook of Pragmatics (2012). Pełni także funkcję redaktor naczelnej serii wydawniczej Oxford Studies of Time in Language and Thought (Oxford University Press).

## Wybrane publikacje
- Semantics, Pragmatics, Philosophy: A Journey Through Meaning. 2023. Cambridge: Cambridge University Press.
- Meaning in Linguistic Interaction: Semantics, Metasemantics, Philosophy of Language. 2016. Oxford: Oxford University Press.
- Representing Time: An Essay on Temporality as Modality. 2009. Oxford: Oxford University Press.
- Default Semantics: Foundations of a Compositional Theory of Acts of Communication. 2005. Oxford: Oxford University Press.
- Semantics and Pragmatics: Meaning in Language and Discourse. 2002. Londyn: Longman.
- Discourse, Beliefs and Intentions: Semantic Defaults and Propositional Attitude Ascription. 1999. Oxford: Elsevier Science.

## Wyróżnienia
- W 2012 została mianowana członkiem Academia Europaea (MAE)[4].
- W 2015 została uhonorowana tytułem Absolwenta VIP Uniwersytetu Łódzkiego[5].